# Милорад Радуловић
Милорад Радуловић (Мало Поље код Хан Пијеска, 15. јун 1953) је мајор Министарства унутрашњих послова Републике Српске у пензији. Био је командант 5. одреда Добој - Специјалне бригаде милиције и полиције МУП-а Републике Српске, истакнути оперативац државне безбједности и један од утемељивача Ресора државне безбједности Републике Српске.
За вријеме обављања дужности команданта 5. одреда Специјалне бригаде полиције, предсједник Републике Српске одликовао га је Орденом Карађорђеве звијезде 21. новембра 1993. године. Одликован је за изванредне успјехе у командовању и руковођењу јединицама оружаних снага Републике Српске у оружаној борби. Један је од најзаслужнијих особа у акцији ословађања Дервенте 1992. године. У току операције Коридор погодио га је пројектил троцјевца који му је разнио плећку.
Пензионисан је 2005. године. Активан је у каратеу, ЈКА Шотокан савеза Републике Српске , као соке, мајстор, тренер и судија. Од 2011. године мајстор је каратеа 9. дан. 
На "Видовданском сабору србских витезова" 2023. године у Бања Луци, одликован је орденом Видовданског витеза србског. 

## Одликовања и признања
- Карађорђева звијезда
- Орден Видовданског витеза србског